# 만주국 총무청
만주국 총무청(滿洲國 總務廳)은 만주국의 국무총리대신의 직무권한에 기반한 사무를 처리하기 위하여 설치한 기관이다.

## 개요
총무청은 관제상으로 국무총리대신의 보좌기관으로 각 부처의 종합 조정 뿐만 아니라, 예산과 인사권을 장악하여 사실상 국정의 중추였다(총무청 중심주의). 총무장관 이하 주요 요직의 상당수는 일본인이 차지하였다.

## 조직
- 관방
- 기획처
- 법제처
- 인사처
- 주계처
- 통계처
- 홍보처(1937년 정보처로 개칭)
- 지방처

## 역대 총무청 장관 일람
※ 최고책임자의 명칭은 건국 당시 총무청 장관, 1933년 이후 총무청장, 1937년 이후 총무장관이었다.
| 대 | 이름                            | 재임기간                           |
| -- | ------------------------------- | ---------------------------------- |
| 1  | 고마이 도쿠조(駒井徳三)         | 1932년 3월 10일 ~ 1932년 10월 5일  |
| 2  | 사카다니 기이치(阪谷希一, 대리) | 1932년 10월 5일 ~ 1933년 7월 22일  |
| 3  | 엔도 류사쿠(遠藤柳作)           | 1933년 7월 22일 ~ 1935년 5월 11일  |
| 4  | 나가오카 류이치로(長岡隆一郎)   | 1935년 5월 11일 ~ 1936년 4월 3일   |
| 5  | 오다치 시게오(大達茂雄)         | 1936년 4월 9일 ~ 1936년 12월 16일  |
| 6  | 호시노 나오키(星野直樹)         | 1936년 12월 16일 ~ 1940년 7월 21일 |
| 7  | 다케베 로쿠조(武部六蔵)         | 1940년 7월 24일 ~ 1945년 8월 19일  |

## 역대 총무청 차장 일람
| 이름                                                           | 재임기간                                                                                              |
| -------------------------------------------------------------- | --- |
| 사카다니 기이치(阪谷希一)                                      | 1932년 6월 1일 ~ 1935년 5월 15일                                                                      |
| 오다치 시게오(大達茂雄)                                        | 1935년 5월 15일 ~ 1936년 4월 9일                                                                      |
| 간키 쇼이치(神吉正一) 야자와 데이(谷沢亭)                      | 1936년 6월 2일 ~ 1939년 3월 22일 1937년 7월 1일 ~ 1941년 1월 6일                                      |
| 기시 노부스케(岸信介)                                          | 1939년 3월 22일 ~ 1939년 10월 19일                                                                    |
| 스스키다 요시토모(薄田美朝)                                    | 1939년 10월 19일 ~ 1940년 5월 16일                                                                    |
| 마쓰키 다모쓰(松木侠) 왕윈칭(王允卿) 후루미 다다유키(古海忠之) | 1940년 5월 16일 ~ 1943년 6월 19일 1941년 1월 6일 ~ 1942년 9월 29일 1941년 11월 15일 ~ 1945년 8월 19일 |
| 루위안산(卢元善)                                               | 1942년 9월 29일 ~ 1943년 4월 1일                                                                      |
| 수자헝(徐家恒) 겐다 마쓰조(源田松三)                           | 1943년 4월 1일 ~ 1944년 12월 16일 1943년 6월 19일 ~ 1945년 3월 12일                                   |
| 왕시안웨이(王贤炜)                                             | 1944년 12월 16일 ~ 1945년 8월 19일                                                                    |

## 유명 총무청 관계자
- 호시노 나오키(星野直樹, 대장성 관료, 국무원 총무장관)
- 기시 노부스케(岸信介, 상공성 관료, 국무원 총무청 차장, 전후 내각총리대신)
- 후루미 다다유키(古海忠之, 대장성 관료, 국무원 총무청 차장, 1963년 푸순전범관리소를 출소)
- 겐다 마쓰조(源田松三, 대장성 관료, 국무원 총무청 차장, 전후 가케초(加計町) 장)
- 다케모토 마고이치(竹本孫一, 기획원 관료, 국무원 총무청 참사관, 전후 민사당(民社党) 중의원 의원)

호시노 나오키와 기시 노부스케는 도조 히데키, 아이카와 요시스케, 마쓰오카 요스케와 함께 2키 3스케(일본어: 二キ三スケ)라고 불려 만주국의 실권을 장악하였다.

## 참고 문헌
- 《전전기 일본관료제의 제도・조직・인사》(戦前期日本官僚制の制度・組織・人事), 전전기관료제연구회 편, 도쿄대학출판회, 1981년.

## 같이 보기
- 만주국
- 2키 3스케